# Ophiomyia
Genre
Ophiomyia est un genre de mouches de la famille des Agromyzidae.

## Liste des espèces
- Ophiomyia abutilivora.
- Ophiomyia ambrosia.
- Ophiomyia apta.
- Ophiomyia arizonensis.
- Ophiomyia asterovora.
- Ophiomyia asymmetrica.
- Ophiomyia atriplicis.
- Ophiomyia banffensis.
- Ophiomyia bernardinensis.
- Ophiomyia boulderensis.
- Ophiomyia camarae.
- Ophiomyia carolinae.
- Ophiomyia carolinensis.
- Ophiomyia chondrillae.
- Ophiomyia commendata.
- Ophiomyia congregata.
- Ophiomyia coniceps.
- Ophiomyia cornuta.
- Ophiomyia debilis.
- Ophiomyia delecta.
- Ophiomyia devia.
- Ophiomyia duodecima.
- Ophiomyia eldorensis.
- Ophiomyia fastella.
- Ophiomyia fastosa.
- Ophiomyia fida.
- Ophiomyia frosti.
- Ophiomyia gentilis.
- Ophiomyia haydeni.
- Ophiomyia jacintensis.
- Ophiomyia kingsmerensis.
- Ophiomyia labiatarum.
- Ophiomyia lacertosa.
- Ophiomyia lantanae.
- Ophiomyia lassa.
- Ophiomyia lauta.
- Ophiomyia levata.
- Ophiomyia lippiae.
- Ophiomyia maculata.
- Ophiomyia major.
- Ophiomyia malitiosa.
- Ophiomyia maura.
- Ophiomyia melica.
- Ophiomyia monticola.
- Ophiomyia nasuta.
- Ophiomyia nealaea.
- Ophiomyia nona.
- Ophiomyia obstipa.
- Ophiomyia octava.
- Ophiomyia parva.
- Ophiomyia parvella.
- Ophiomyia praecisa.
- Ophiomyia pinguis (Fallen) - mouche grise de l'endive
- Ophiomyia prima.
- Ophiomyia proboscidea.
- Ophiomyia pulicaria.
- Ophiomyia quarta.
- Ophiomyia quinta.
- Ophiomyia secunda.
- Ophiomyia septima.
- Ophiomyia sexta.
- Ophiomyia shastensis.
- Ophiomyia similata.
- Ophiomyia simplex.
- Ophiomyia stricklandi.
- Ophiomyia subdefinita.
- Ophiomyia subpraecisa.
- Ophiomyia tertia.
- Ophiomyia texana.
- Ophiomyia texella.
- Ophiomyia tiliae.
- Ophiomyia undecima.
- Ophiomyia vibrissata.
- Ophiomyia virginiensis.
- Ophiomyia vockerothi.
- Ophiomyia wabamunensis.
- Ophiomyia yolensis.

## Première publication
(de) Brazhnikov V. C., Zur Biologie und Systematik einiger Arten minierender Dipteren, Izv. mosk. sel'. -khoz. Inst. 3:19-43. (1897)